# 7306 Panizon
7306 Panizon eller 1994 EH är en asteroid i huvudbältet som upptäcktes den 6 mars 1994 av Santa Lucia Stroncone-observatoriet i Stroncone. Den är uppkallad efter Franco Panizon.
Den tillhör asteroidgruppen Barcelona.